# 天主教曼齊尼教區
天主教曼齊尼教區（拉丁語：Dioecesis Klerkpolitanus）是羅馬天主教會在非洲斯威士蘭的一個教區，屬約翰內斯堡總教區。
教區範圍包括斯威士蘭全國，教座位於舊都曼齊尼。2006年有教友56,000人（佔轄區人口5.1%），有廿八名司鐸、十五個堂區。現任教區主教為何塞·鲁伊·杰拉尔德·彭切·德莱昂。

## 歷史
1923年4月19日設斯威士蘭宗座監牧區，1939年3月15日升格為代牧區。1951年1月11日升為布雷莫斯多普教區。1961年11月7日易名至今。